# Сім'я Кібели
Астероїди сім'ї Кібели — це динамічна група астероїдів, названа на честь астероїда 65 Кібела. Група, яка вважається зовнішнім краєм поясу астероїдів, складається з трохи більше 2000 об'єктів кількох колізійних сімей. Астероїди цієї групи знаходяться в орбітальному резонансі 7:4 з Юпітером. Їхня орбіта визначається великою піввіссю від 3,27 до 3,70 астрономічних одиниць, з ексцентриситетом, меншим 0,3 і нахилом орбіти, меншим 30°.
Динамічна група астероїдів Кібели розташована поруч із зовнішнім поясом астероїдів, за проміжками Кірквуда — резонансної зони 2:1 з Юпітером, де розташовані астероїди Гріква — і всередині орбітальної області астероїдів групи Гільди (резонанс 3:2), за якими далі слідують троянські астероїди Юпітера (резонанс 1:1).

### Опис
Сім'я астероїдів Кібели переважно складається з трьох інших сімей: сім'я Сільвії, сім'я Губерта та сім'я Улли. Потенційне четверте сімейство — це невелике скупчення з материнським тілом (45657) 2000 EK. П'ята сім'я, названа на честь 522 Хельги, була ідентифікована в 2015 році.
Вважається, що група утворилася внаслідок розпаду більшого об'єкта в минулому. У той час як більшість астероїдів належать до типу C і X, під час телескоп WISE також виміряв альбедо деяких астероїдів Cybele, які виявились типовими для кам'янистих астероїдів типу S.